# Wences Casares
Wences Casares (Argentina, 26 febbraio 1974) è un imprenditore argentino.
AD di bitcoin Wallet, Xapo, ha fondato Internet Argentina, Wanako Games, Patagon, Lemon Wallet e Banco Lemon. Casares fa parte del consiglio di amministrazione di Paypal e Coin Center ed è stato membro del consiglio di Kiva e Viva Trust.
È un sostenitore di bitcoin che, secondo lui, si diffonderà più di Internet. Spesso chiamato come relatore all’Allen & Company Sun Valley Conference, Casares ha predetto un prezzo di 1 milione di USD per bitcoin.

## Infanzia e adolescenza
Casares è il maggiore dei quattro figli di una famiglia di allevatori di pecore della Patagonia, Argentina. Al liceo, ottiene una borsa di studio di Rotary Club come studente in scambio a Washington, Pennsylvania. In un’intervista a USA Today ha dichiarato che la borsa di studio gli ha "cambiato la vita" e riguardo agli americani: "Si comportano come se non ci fosse nulla di impossibile." Dopo essere tornato a Buenos Aires, studia economia aziendale per tre anni presso l’Università di San Andrés, ma abbandona gli studi per lanciare il primo Internet Service Provider dell’Argentina, Internet Argentina S.A. nel 1994.
Nel 1997 lascia l’azienda e fonda la società di intermediazione online argentina, Patagon, che si afferma come il principale portale di servizi finanziari completi su internet dell’America Latina ed estende i suoi servizi bancari online a Stati Uniti, Spagna e Germania. Patagon viene acquisita dalla banca spagnola Banco Santander per 750 milioni di dollari e diventa Santander Online in tutto il mondo. Tra gli investitori di Patagon si contano George Soros, Intel, Microsoft, JP Morgan Chase, e l’imprenditore Fred Wilson che ha dichiarato alla giornalista di TechCrunch, Sarah Lacy, che “Casares è uno dei migliori imprenditori che abbia mai sostenuto.” Casares successivamente completa il Programma di gestione Titolare/Presidente presso l’Università di Harvard.

## Carriera
Nel 2002, fonda Wanako Games, (in seguito Behaviour Santiago), uno sviluppatore di videogiochi con sede a New York City. Wanako Games è conosciuta soprattutto per il gioco blockbuster Assault Heroes e viene acquisita da Activision nel 2007.
Sempre nel 2002, Casares, con i suoi soci, fonda Banco Lemon, una banca al dettaglio per i soggetti che non hanno accesso ai servizi bancari in Brasile. Nel giugno 2009 Banco do Brasil, la più grande banca del Brasile, acquisisce Banco Lemon. Casares è il fondatore e AD di Lemon Wallet, una piattaforma di wallet digitale. Nel 2013 la società americana LifeLock acquisisce Lemon per circa 43 milioni di USD.

### Xapo
Casares è l’AD di Xapo, una startup di portafoglio bitcoin con sede a Palo Alto, California, che si ritiene sia la più grande depositaria di bitcoin al mondo e detenga 10 miliardi di dollari della criptovaluta in caveau sotterranei in cinque continenti, tra cui un ex bunker militare svizzero. Xapo ha raccolto 40 milioni di dollari dalle principali società di venture capital della Silicon Valley. Quartz riferisce che Casares è stato l’imprenditore che ha convinto Bill Gates, Reid Hoffman e altri veterani della tecnologia della Silicon Valley a investire in bitcoin.

## Beneficenza
Nel 2011 Casares fa parte della giuria dei premi Cartier Women’s Initiative. È membro della Classe 2017 di Henry Crown Fellows nell’Aspen Global Leadership Network dell’Aspen Institute. È membro eletto della Classe 2011 del World Economic Forum “Young Global Leaders”  e partecipa regolarmente all’incontro annuale del World Economic Forum a Davos, Svizzera. È membro di Young Presidents' Organization. Nel 2010 Casares si associa a Pablo Bosch e fonda Las Majadas de Pirque, una struttura di capitale sociale e innovazione di proprietà di Casares a Santiago, Cile.

## Vita privata
Casares vive con la moglie e i tre figli a Palo Alto, California. Dal 2004 al 2007, con la famiglia, ha circumnavigato il globo a bordo del suo catamarano a vela, Simpatica.